# Moritz Schiff
Pour les articles homonymes, voir Schiff.
Moritz Josef Schiff, né le 28 janvier 1823 à Francfort-sur-le-Main (Ville libre de Francfort) et mort le 6 octobre 1896 à Genève (Suisse) est un médecin et physiologiste allemand. Parmi de très nombreux travaux, menés successivement à Francfort, Berne, Florence puis Genève, il décrit la circulation entérohépatique. Il observe le premier et relate les effets du massage cardiaque chez l'animal et pratique la première transplantation de la thyroide chez le chien, ouvrant la voie à l'opothérapie.

## Biographie

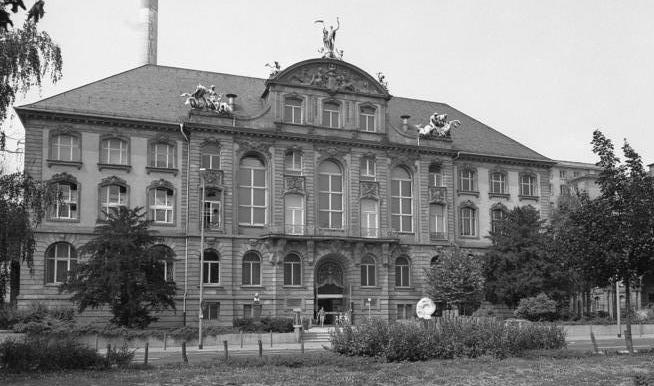
Le muséum Senckenberg de Francfort, en 1976.

Né dans une famille de commerçants juifs, il commence ses études dans sa ville natale, à l'Institut Senckenberg, et les poursuit à Heidelberg, à Berlin et enfin à Göttingen où il est reçu docteur en médecine en 1844. À Heidelberg, Adolf Kussmaul est l'un de ses maîtres et les cours d'anatomie de Friedrich Tiedemann ont une grande influence sur lui, l'orientant vers la biologie. Il étudie la zoologie avec Lichtenberg et la morphologie avec Johannes Müller à Berlin puis avec Rudolf Wagner à Göttingen. Il séjourne également à Paris où il suit les enseignements de François Magendie (1783-1855) alors professeur au Collège de France, François Achille Longet (1811-1871) et Pierre Flourens (1794-1867) ; il étudie également la zoologie au musée du Jardin des Plantes.

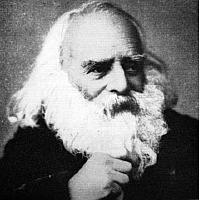
Moritz Schiff, vers 1890.

De retour à Francfort, il devient directeur de la section ornithologique du Muséum Senckenberg. Il collabore avec Charles-Lucien Bonaparte pour la systématique des oiseaux d'Amérique du Sud dans son Conspectus generum avium de 1854 ; en son honneur est créé le genre schiffornis. En 1848, il sert dans les troupes révolutionnaires badoises en tant que chirurgien, ce qui lui vaudra, des années plus tard — en plus de sa religion (information à vérifier)—, le refus à l'accession au poste de professeur (Privatdozent) de l'université de Francfort et la contrainte à l'exil comme Carl Vogt. On lui reprochera des positions « trop dangereuses pour la jeunesse ». Le fils de son maître Friedrich Tiedemann sera tué lors de ce soulèvement. Après un très bref exercice de la médecine générale à Francfort après 1845, il se dirige vers la recherche dans un petit laboratoire personnel pour commencer. Il se convertit au protestantisme pour épouser en secondes noces Elisabeth Schleuning de Darmstadt en 1860, après son premier mariage avec Claudia Gitta Trier (en 1853).
À Berne, il est professeur assistant d'anatomie comparée et de physiologie de 1854 à 1862, sous la direction de Gabriel Valentin (1810-1883). Il montre que les chiens ne survivent pas à l'ablation de la thyroïde et, plus tard, que l'injection d'extrait ou la transplantation de thyroïdes animales peut empêcher leur mort. C'est un des premiers pas vers l'opothérapie (cité par Georges Canguilhem). De 1862 à 1876, il est professeur de physiologie et de zoologie à l’Istituto di Studi Superiori de Florence à l'invitation de Carlo Matteucci. Il aura là Alexandre A. Herzen comme assistant à partir de septembre 1863. Il est alors violemment critiqué par les ligues s'opposant à la vivisection et sera même poursuivi en justice . Il sera pourtant l'un des premiers à utiliser l'anesthésie (au chloroforme et à l'éther) dans l'expérimentation animale. Cette polémique, ainsi que le manque de moyens l'obligent à quitter Florence. À l'initiative de Carl Vogt, alors Recteur de l'université de Genève, il accepte la chaire de physiologie après le refus de Charles-Édouard Brown-Séquard. Il y poursuit ses recherches et son enseignement pendant près de vingt années, de 1876 jusqu'à sa mort, à l'âge de 73 ans. C'est le neurologue Jean-Louis Prévost (1838-1927) qui prend alors sa succession à la chaire de physiologie de la faculté de médecine de Genève. Il est, à l'image de ses correspondants Jakob Moleschott ou Carl Vogt, l'un des tenants du matérialisme. Avec ces deux derniers et Alexandre A. Herzen, il tentera de « fonder une revue positiviste dont l'une des tâches serait la propagande anticléricale ». Il défendra également les thèses de l'évolution émises par Charles Darwin avec lequel il correspond.
Il est le frère aîné du chimiste Hugo Schiff (1834-1915). Il est le père de :
1. Mario Schiff (1868-1915) qui occupera la chaire de langues romanes à l'Istituto di Studi Superiori de Florence ;
2. Robert Schiff (1854-1940), professeur de chimie à l'Université de Modène puis à l'Université de Pise ;
3. Bettina, épouse de Ernst Julius Richard Ewald (de) (1855-1921), professeur de physiologie à Strasbourg.

## Travaux
Les apports scientifiques de Schiff concernent de nombreux domaines de la physiologie humaine et animale.
- En physiologie du système nerveux : il étudie les fonctions du nerf vague, de la moelle épinière[8],[9] et du cervelet, ainsi que l'innervation du cœur. Il donne la description de ce qui sera nommé plus tard réflexe croisé de Sherrington [10] ou phénomène de Schiff-Sherrington[11],[12]. Il contribue à la description des voies de la sensibilité[13] de la moelle épinière en pratiquant des hémi-sections comme Brown-Séquard à la même époque. Son intérêt se porte également très tôt sur des phénomènes « spirites » avec un regard très critique[14],[15].

- En physiologie digestive : il consacre des recherches à la pepsine et montre que les nutriments sont clivés par les sucs digestifs ; il décrit le cycle entérohépatique de la bile auquel il laisse son nom (cycle biliaire de Schiff)[16].

- En physiologie circulatoire et cardiaque: il étudie le contrôle de l'activité cardiaque[17] et vasculaire par le système nerveux autonome; il est le premier, en 1850, à montrer qu'il existe une période réfractaire à l'excitabilité du muscle cardiaque[18],[19] et surtout à donner une observation de massage cardiaque à thorax ouvert chez l'animal[20],[21], ouvrant la voie aux premières manœuvres de réanimation cardiaque en médecine.

Enfin il étudie les effets de divers anesthésiants (chloroforme, éther...) et de plusieurs substances toxiques (strychnine, curare, cocaïne, fève de Calabar) à l'instar de Claude Bernard.
Durant son séjour à Berne, il nourrit le projet projet de faire paraître un traité complet de physiologie, dont seul le premier volume, consacré à la physiologie des muscles et des nerfs, sera finalement publié, entre 1858 et 1859.
Moritz Schiff peut être considéré, par ses prolifiques contributions, par l'ampleur et la variété des sujets abordés dans ses recherches, comme l'archétype du grand savant du XIXe siècle ; il est l'un des pionniers de la méthode expérimentale en physiologie. D'esprit indépendant et original, il sera un auteur très cité sans pour autant atteindre l'éclat des Emil du Bois-Reymond, Hermann von Helmholtz ou Brown-Séquard, ses contemporains. Il paie aujourd'hui cette liberté par un relatif oubli.Polyglotte, il publie ses articles indifféremment en allemand, en français ou en italien dans de prestigieuses revues. Infatigable chercheur jusqu'à ses dernières années selon plusieurs témoignages, il multiplie et répète ses expériences, parfois à plusieurs années de distance. Ses très nombreuses publications scientifiques (près de deux cents), embrassant un large champ de la physiologie (science qui s'individualise au XIXe siècle), sont rassemblées en quatre volumes entre 1894 et 1898 (dernier volume posthume).
Sans fonder d'école, il eut pour élèves, disciples ou assistants : Alexandre A. Herzen (fils), Waldemar Haffkine, Nathan Loewenthal, Hilel Joffé (1864-1936), Angelo Mosso, Giulio Ceradini.

## Galerie

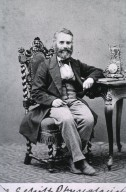
Moritz Schiff.
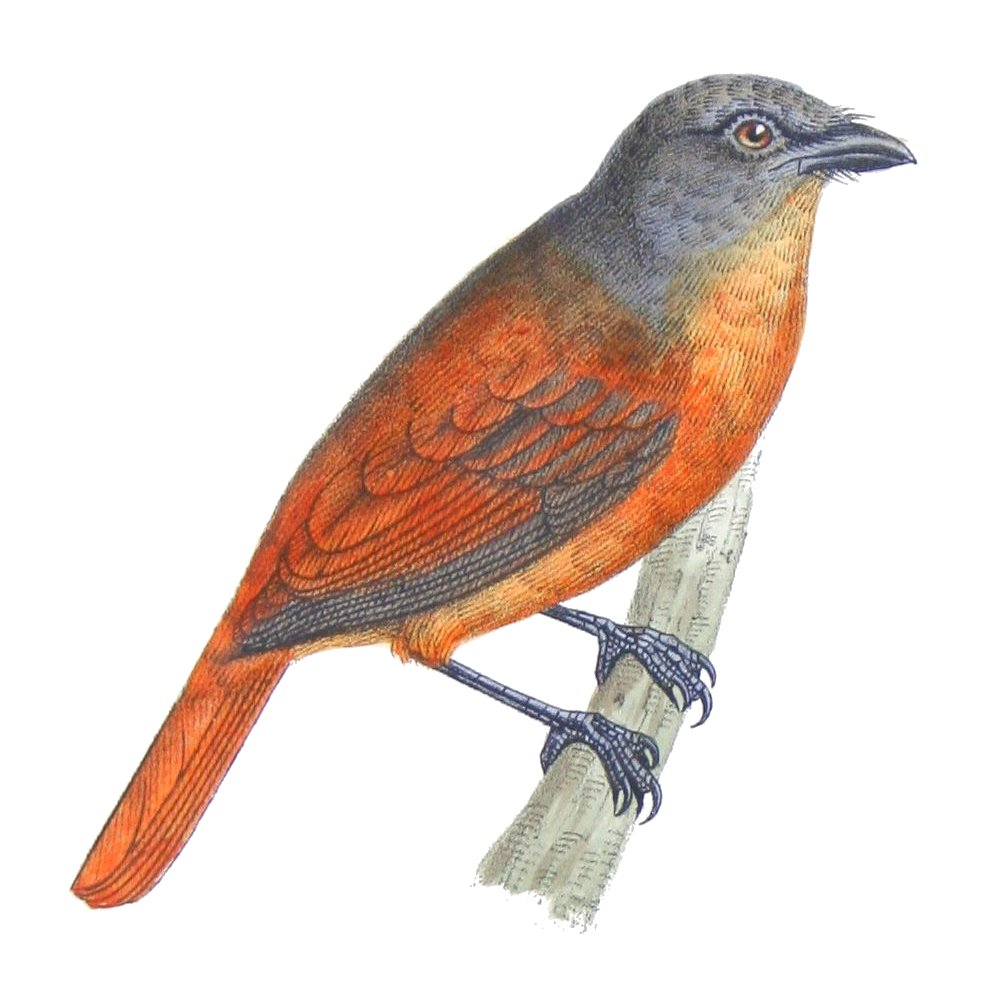
Schiffornis major.
- La Médecine Moderne (22-01-1896) — Le professeur Schiff de Genève. Planche extraite de Moritz Schiff : la vie et les carnets de laboratoire d'un physiologiste du XIXe siècle 2003 — Thèse de médecine, Université de Strasbourg, par A. Loucif (avec l'aimable autorisation de l'auteur).
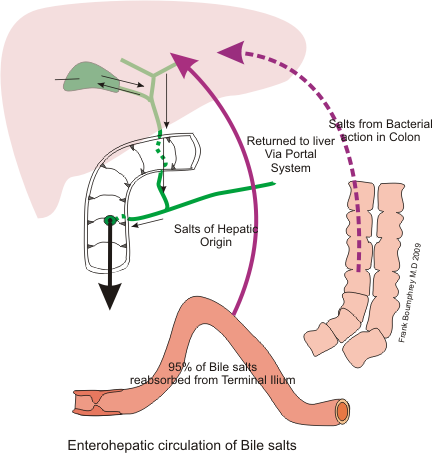
Le cycle entérohépatique ou cycle de Schiff : les sels biliaires, après sécrétion par les cellules biliaires hépatiques et passage dans l'intestin grêle, sont en grande partie (95 %) réabsorbés, transitent par le système veineux cave pour rejoindre leur lieu de production : le foie.
- Moritz Schiff (1823-1896) - Une page d'un Cahier de laboratoire de la période genevoise intitulé Cahier XI - Bibliothèque de l'institut de physiologie de la faculté de médecine (université de Strasbourg).

## Titres, prix & distinctions
- Docteur en médecine, université de Göttingen, 1844.
- Membre de la Société médicale allemande de Paris, 1845.
- Prix Montyon de l'Académie des sciences, 1854.
- Prix de l’Académie des sciences de Copenhague , 1859.
- Rédacteur de la revue Schweizerische Zeitschrift Für Heilkunde[25] de Berne.
- Membre de l'Académie allemande des sciences Leopoldina, 1892.
- Prix Pourat[26] de l'Académie des sciences, pour les travaux sur la greffe de thyroïde, 1892.
- Correspondant étranger[27] de l'Académie nationale de médecine de Paris, séance du 18 mai 1893, p. 364.
- Officier de l’ordre des Saints-Maurice-et-Lazare.
- Commandeur de l’ordre de la Couronne d’Italie.
- Diplôme d’honneur de l’université de Bologne.
- Membre correspondant de l’Académie des Lyncéens (Rome).
- Membre de la Société italienne d'anthropologie.
- Membre étranger de l’Académie des sciences de Saint-Pétersbourg.
- Prix Alessandro Riberi (it) (Turin).
- Médaille Baly (en) du Royal College of Physicians (Londres), 1893.

## Œuvres et publications
- (de) Ueber die Anwendung des Polarisationsapparates in der pathologischen Anatomie der Nervencentren und über die Atelectasis medullae spinales : eine Antwort an Herrn Prof. Westphal, 1880, Berlin, Schumacher. 11 p. (Extrait de : "Archiv für Psychiatrie", Bd. XI, Heft 1)
- (de) Untersuchungen zur Physiologie des Nervensystems mit Berücksichtigung der Pathologie, 1855, Frankfurt a. M.: Literarische Anstalt.
- (de) Untersuchungen über die Zuckerbildung in der Leber, und den Einfluss des Nervensystems auf die Erzeugung der Diabetes, 1859, Würzburg: Verlag der Stahel'schen Buch -und Kunsthandlung.
- (de) Lehrbuch der Physiologie des Menschen: I. Muskel- und Nervenphysiologie, 1858-1859, Lahr: M. Schauenburg.1 vol. , XIV, 424 p.
- Contribution à la physiologie : De l'inflammation et de la circulation, 1873, Paris.
- (it) Lezioni di fisiologia sperimentale sul sistema nervoso encefalico,1865, [compilation par Pietro Marchi], Florence, Texte intégral.
- Leçons sur la physiologie de la digestion faites au Muséum d'histoire naturelle de Florence,[rédigées par Émile Levier] 1867, Florence & Turin, Hermann Loescher, 2 vol. (414 p., 557 p.)
- (de) Zuckerbildund in der Leber und den Einfluss des Nervensystems auf die Diabetes, 1859, Würzburg, 156 p.
- (de)  Untersuchungen zur Physiologie des Nervensystems mit Berücksichtigung der Pathologie , 1855, Frankfurt-am-Main, 228 p.
- (de) Ueber die Rolle des pankratischen Saftes und der Galle bei Auf nahme der Fette , 1857, Frankfurt a. M., Meidinger Sohn & Comp., 357 p.
- (de) Lehrbuch der Physiologie des Menschen - Teil I. Muskel- und Nervenphysiologie, 1858-1859, Lahr, Schauenburg & C. 424 p.
- Leçons sur la physiologie de la digestion faites au Muséum d'histoire Naturelle de Florence rédigées par le Dr Emile Lévier, 1867, Florence & Turin, Herman Loescher.
- Contribution à la physiologie de l'inflammation et de la circulation  , traduction de l'italien par le Dr R. Guichard de Choisity, 1873, Paris, Baillière, lire en ligne sur Gallica.
- La pupille considérée comme esthésiomètre par le professeur M. Schiff ; traduction de l'italien par le Dr R. Guichard de Choisity], 1875, Paris, Baillière. lire en ligne sur Gallica
- (de) A. A. Herzen: "Grundlinien einer allgemeinen Psychophysiologie", 1889, Leipzig, Günther.
- Recueil des mémoires physiologiques par Maurice Schiff, 1894, Premier volume, Lausanne.
- Recueil des mémoires physiologiques par Maurice Schiff, 1894, Deuxième volume, Lausanne.
- Recueil des mémoires physiologiques par Maurice Schiff, 1896, Troisième volume, Lausanne.
- Recueil des mémoires physiologiques par Maurice Schiff, 1898, Quatrième volume, [publié par Alexandre A. Herzen & Émile Levier], Lausanne.

Voir aussi
- Moritz Schiff dans le site Europeana.
- Une page d'un cahier du Laboratoire de Moritz Schiff.
- Lettre de Moritz Schiff à Auguste Duméril (1812-1870), de Paris le 9 septembre 1869 : (en) « Letter », Europeana (consulté le 9 mai 2012).
- Lettre de Moritz Schiff à Waldemar Haffkine (1860-1930), de Genève, le 13 janvier 1888 : (en) « Letter », Europeana (consulté le 9 mai 2012).
- Lettre de Max von Pettenkofer (1818-1901) à Moritz Schiff, de Kiefersfelden, le 8 août 1867 : (en) « Letter », Europeana (consulté le 7 mai 2012).
- (it) Note de bibliothèque Moritz Schiff : Carlo Matteucci ed i suoi meriti verso la fisica, 1876, Florence, 14 p.
- (en) Travaux  sur le site du « Laboratoire virtuel » de l'Institut Max-Planck d'histoire des sciences.